# Maliattha subfixa
Maliattha subfixa är en fjärilsart som beskrevs av Walker 1866. Maliattha subfixa ingår i släktet Maliattha och familjen nattflyn. Inga underarter finns listade i Catalogue of Life.